# Peipiaosteidae
Peipiaosteidae es una familia extinta de peces del Jurásico Superior y el Cretácico Inferior de Asia. Pertenecen a la familia Acipenseriformes, emparentada con los esturiones (Acipenseridae) y los peces espátula (Polyodontidae). Se han encontrado fósiles en depósitos de agua dulce de China, Rusia, Kazajistán y Mongolia. Generalmente se consideran el grupo divergente más antiguo de Acipenseriformes o el grupo hermano del clado que contiene a Acipenseridae y Polyodontidae. Al menos Yanosteus era probablemente piscívoro, según un ejemplar de Lycoptera hallado en la boca de uno de ellos.

## Taxonomía
Vid infra.
- Stichopterus Reis, 1910
  - Stichopterus woodwardi Reis, 1910 Formación Turgen, Rusia, Cretácico Inferior
  - Stichopterus popovi Jakovlev, 1977 Formación Gurvan-Eren, Mongolia, Cretácico Inferior (Aptiano)
  - Se conocen restos indeterminados del Cretácico Inferior Formación Murtoi, Rusia.[2]
- Peipiaosteus Bai, 1983
  - Peipiaosteus fengningensis Bai, 1983 Formación  Yixian, China, Cretácico Inferior (Aptiano),
- Liaosteus Lu, 1995
  - Liaosteus hongi Lu, 1995 Formación Haifanggou, China, Jurásico Medio y Superior (Calloviano/Oxfordiano)
- Spherosteus Jakovlev, 1977
  - Spherosteus scharovi Jakovlev, 1977 Formación Karabastau, Kazajistán, Jurásico Medio y Superior(Calloviano/Oxfordiano)
- Yanosteus Jin et al., 1995
  - Yanosteus longidorsalis Jin et al., 1995 Formación Yixian, China, Cretácico Inferior (Aptiano)